# Xeranobium laticeps
Xeranobium laticeps är en skalbaggsart som beskrevs av Henry Clinton Fall 1905. Xeranobium laticeps ingår i släktet Xeranobium och familjen trägnagare. Inga underarter finns listade i Catalogue of Life.